# Lenti

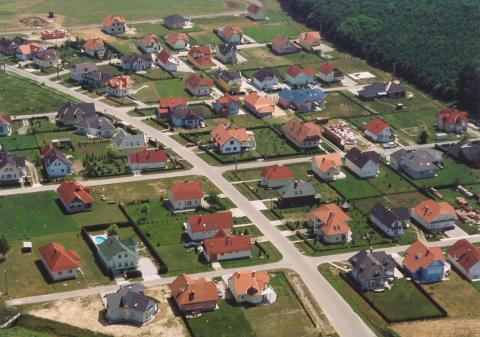
Nytt villaområde i Lenti.

Lenti är en mindre stad i Ungern med 7 283 invånare (2020).